# Euxoa amplexa
Euxoa amplexa är en fjärilsart som beskrevs av Corti 1931. Euxoa amplexa ingår i släktet Euxoa och familjen nattflyn. Inga underarter finns listade i Catalogue of Life.